# Gare de Mihályháza
La gare de Mihályháza (en hongrois : Mihályháza vasútállomás) est une halte ferroviaire hongroise, située à Mihályháza.